# Лятно време
„Лятно време“ (на английски: Summertime) е американски романтичен филм от 1955 година на режисьора Дейвид Лийн. Във филма участват Катрин Хепбърн и Росано Браци.

## Сюжет
Самотна американка неочаквано среща любовта по време на ваканцията си във Венеция.

## В ролите
| Актьор           | Роля              |
| ---------------- | ----------------- |
| Катрин Хепбърн   | Джейн Хъдсън      |
| Росано Браци     | Ренато де Роси    |
| Дарън Макгавин   | Еди Йегер         |
| Иза Миранда      | Синьора Фиорини   |
| Мари Олдън       | Фил Йегер         |
| Джейн Роуз       | мисис Макилхени   |
| Макдоналд Парк   | мистър Макилхенни |
| Джереми Спенсър  | Вито де Роси      |
| Гаетано Аутиеро  | Мауро             |
| Вирджиния Симеон | Джована           |

## Награди и номинации
- 1955 Номинация за награда на Националния съвет на кинокритиците на САЩ за най-добър филм
- 1956 Номинация за Оскар за най-добър режисьор (Дейвид Лийн)
- 1956 Номинация за Оскар за най-добра актриса (Катрин Хепбърн)
- 1956 Номинация за БАФТА за най-добър филм
- 1956 Номинация за БАФТА за най-добра актриса (Катрин Хепбърн)